# Antonín Jaroslav Puchmajer
Antonín Jaroslav Puchmajer (ur. 7 stycznia 1769 w Tynie nad Vltavou, zm. 29 września 1820 w Pradze) – czeski poeta.

## Biogram
Gimnazjum ukończył w Budziejowicach, potem studiował filozofię na uniwersytecie w Pradze.
Po wyświęceniu w lutym 1796 r. był kapłanem i potem proboszczem w miejscowościach Ktíš u Českého Krumlova, Prachatice, Kamenný Oujezd, Jinonice, Citoliby u Loun.
W pierwszej połowie 1807 r. przyjął probostwo w Radnicach u Pilzna na państwu rodu Sternberg, gdzie w 1818 r. rozpoczął działanie pierwsze czeskie stowarzyszenie czytelników w Czechach.
Puchmajer był organizatorem i kierowniczą osobowością tzw. pierwszej nowoczeskiej szkoły poetycznej, która się przedstawiła publiczności przede wszystkim kolekcją wierszy Sebrání básní a zpěvů almanach nový (tom 1 – 1795, tom 2 – 1797), na którą nawiązało zbiorowe wydanie Nové básně (tom 1 – 1798, tom 2 – 1802, tom 3 – 1814). Z wyjątkiem ostatniego tomu miała przewagę prosta poezja anakreontyczna.
Sam autor dla almanachu napisał poezje: Óda na Jana Žižku z Trocnova, Na jazyk český, Král Jiří a Vaněk Všeboj, Nedělní kázání, Sváteční kázání oraz Rýmovník aneb rýmovní slovník.
Był też językoznawcą i tłumaczem (Monteskiusz), uczestniczył w pracach nad niemiecko-czeskim słownikiem Josefa Dobrovskiego i poświęcał wiele uwagi językowi i kulturze cygańskiej.